# Cranchia scabra
A Cranchia scabra a fejlábúak (Cephalopoda) osztályának a kalmárok (Teuthida) rendjébe, ezen belül a Cranchiidae családjába tartozó faj. Nemének az egyetlen felfedezett faja.

## Előfordulása
A Déli-óceán mélységeinek lakója. Új-Zéland környékén időnként halászható. A vízalatti hegyszirtek és domborulatok környékén lelhető fel.

## Megjelenése

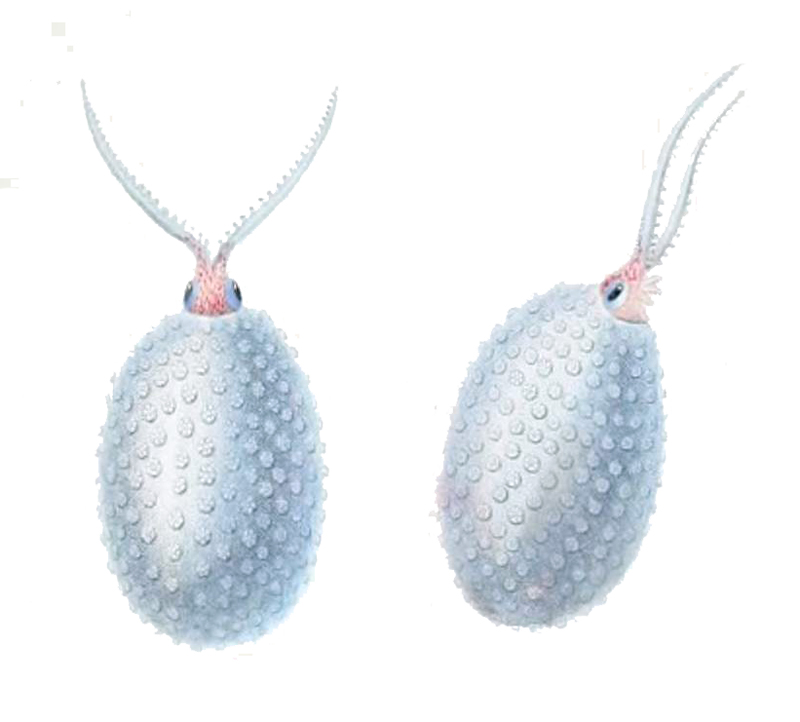
Rajz az állatról

A Cranchia scabra körülbelül 150 milliméter hosszú és nagyjából átlátszó. A tíz karjából nyolc nagyon rövid, míg a két fogókar majdnem olyan hosszú, mint a bőrköpeny. A testét fedő bőrköpenyen számos nagyméretű, többélű, porcos kiemelkedés van. Veszély esetén e kis kalmár behúzza a köpenybe a fejét és karjait, ezután az úszóit szórósan a köpenyhez simítja. A létrejövő gömb, állítólag védelem a támadókkal szemben, viszont még nem tudjuk, hogy hogyan. Ha ez nem elég, a köpenybe tintát lövell ki, elveszítve áttetsző mivoltát. A kutatók először azt hitték, hogy a kutatóhajókon levő akváriumok kisebb víznyomása idézi elő a köpenyben való tinta kibocsátást, de később ugyanezt megfigyelték a tengeralattjárók segítségével, e kalmárfaj természetes élőhelyén is.

### Fordítás
Ez a szócikk részben vagy egészben  a   Cranchia scabra című angol Wikipédia-szócikk ezen változatának fordításán alapul.  Az eredeti cikk szerkesztőit annak laptörténete sorolja fel. Ez a jelzés csupán a megfogalmazás eredetét és a szerzői jogokat jelzi, nem szolgál a cikkben szereplő információk forrásmegjelöléseként.